# Бањи ди Лука
Бањи ди Лука (итал. Bagni di Lucca) је насеље у Италији у округу Лука, региону Тоскана.
Према процени из 2011. у насељу је живело 3090 становника. Насеље се налази на надморској висини од 124 м.

## Становништво
Према резултатима пописа становништва 2011. у општини је живело 6.207 становника.
| 1931.  | 1936.  | 1951.  | 1961. | 1971. | 1981. | 1991. | 2001. | 2011. |
| ------ | ------ | ------ | ----- | ----- | ----- | ----- | ----- | ----- |
| 13.262 | 12.064 | 11.567 | 9.391 | 8.153 | 8.060 | 7.336 | 6.550 | 6.207 |

## Партнерски градови
- Лонгароне